# صانعة الماء
صانعة الماء (بالإنجليزية: Aquifex)‏ هي جنس من البكتيريا وواحد من القلائل في شعبة البكتيريا صانعة الماء، هناك نوع واحد من صانعة الماء يحمل اسمًا منشورًا بشكل صحيح هو صانعة الماء محبة النار (بالإنجليزية: Aquifex pyrophilus)‏ لكن صانعة الماء الأيولية (باللاتينية: Aquifex aeolicus) يُعتبر في بعض الأحيان نوع على الرغم من عدم وجود مكانة له كإسم معين نظرًا لأنه لم يتم نشره علمياً بشكل صحيح أو فعال، أنواع صانعة الماء تألف الحرارة بشكل متطرف إذ تنمو أفضل في درجة حرارة بين 85 د م إلى 95 د م، وهي تعتبر من البكتيريا على عكس الكائنات الأخرى أليفة البيئات القاسية مثل العتائق.
أنواع صانعة الماء هي بكتيريا سلبية الغرام على شكل قضيب بطول 2 إلى 6 ميكرومتر وقطرها حوالي 0.5 ميكرومتر، غير مبوغة وذاتية التغذية، تميل إلى تشكيل مجاميع خلايا تتكون من ما يصل إلى 100 خلية فردية.